# Bojan Franc Pirc
Bojan Franc Pirc, slovenski zdravnik, * 27. julij 1901, Ljubljana, † 31. oktober 1991.
Bil je analitik mednarodnega, jugoslovanskega in slovenskega javnega zdravstva, zdravstveni statistik in strokovnjak Svetovne zdravstvene organizacije.
24. oktobra 1937 so ga v Beogradu na ustanovnem kongresu Mladine JRZ, mladinske organizacije JRZ, izvolili za predsednika njenega glavnega odbora. V tistem času je bil uradnik ministrstva za socialno politiko.
Tudi njegov sin, Bojan Frančišek Pirc, je postal zdravnik.